# 锯齿波

大量谐波叠加生成锯齿波的过程动画演示。对于该过程的数学描述，请参阅傅里叶变换。

锯齿波（英語：sawtooth wave）是一种非正弦波，由于它具有类似锯子一样的波形，即具有一条直的斜线和一条垂直于横轴的直线的重复结构，它被命名为锯齿波。
鋸齒波的傅里葉級數展開為：
{\displaystyle x_{\mathrm {sawtooth} }(t)={\frac {2}{\pi }}\sum _{k=1}^{\infty }{(-1)}^{k}{\frac {\sin(2\pi kft)}{k}}}

## 相关条目

正弦波、方波、三角波和锯齿波的波形